# سیارک ۱۸۳۷

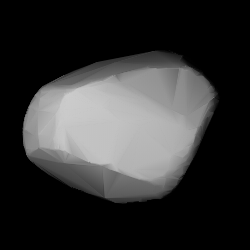
نمونه‌ی 3D از سیاره ۱۸۳۷

سیارک ۱۸۳۷ (به انگلیسی: 1837 Osita، نامگذاری:1971QZ1) هزار و هشتصد و سی و هفتمین سیارک کشف شده‌است که در ۱۶ اوت ۱۹۷۱ کشف شد.
قدر مطلق سیارک برابر ۱۲٫۹۰ است.